# Scarlet Town
"Scarlet Town" (en español, "ciudad escarlata") es la sexta canción del álbum de Bob Dylan Tempest, publicado en septiembre de 2012. Como la mayoría de las composiciones de Dylan en el siglo XXI, está editada bajo el pseudónimo de Jack Frost. Es una canción de género folk o rock and roll.

## Composición
El historiador de la Universidad de Harvard Richard F. Thomas, explica que Dylan habla en esta canción sobre la Antigua Roma. Interpreta el verso "In Scarlet Town you fight your father's foes" (en español, "en la ciudad escarlata, tú luchas contra los enemigos de tu padre"), como una referencia a César Augusto que tuvo que luchar contra los enemigos de su padre adoptivo Julio César.